# American Expeditionary Force Siberia

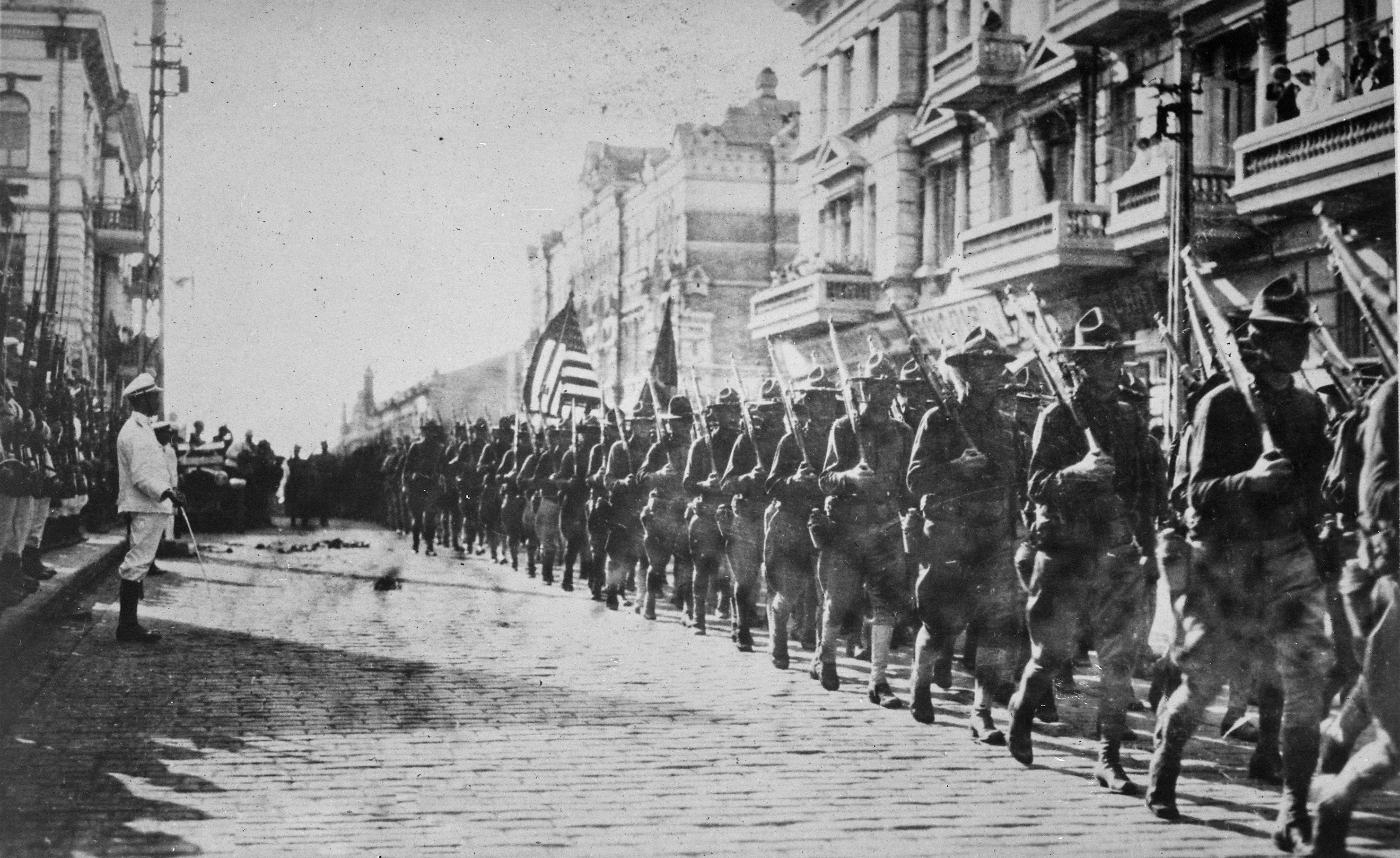
US-amerikanische Truppen bei einer Parade in Wladiwostok, vor einem von den Tschechoslowakischen Legionen besetzten Gebäude.

Die American Expeditionary Force Siberia (AEF Siberia) war ein gegen Ende des Ersten Weltkriegs von den Vereinigten Staaten nach Wladiwostok in Russland entsandtes Kontingent von Soldaten, welches dort zwischen 1918 und 1920 an der Seite der Weißen Armee in den nach der Oktoberrevolution von 1917 entbrannten Russischen Bürgerkrieg eingriff.

## Hintergrund
Präsident Woodrow Wilson verfolgte mit der Entsendung von Truppen nach Sibirien gleichermaßen militärische wie diplomatische Ziele. Ein Hauptgrund war die Evakuierung der 40.000–50.000 Mann umfassenden Tschechoslowakischen Legionen, die auf ihrem Weg entlang der Transsibirischen Eisenbahn von den Bolschewiki aufgehalten wurden. Man hoffte, die Tschechoslowakischen Legionen anschließend zur Unterstützung der Alliierten an die Westfront verlegen zu können. Ein weiterer wichtiger Grund war die Sicherung großer Mengen militärischer Ausrüstung und von Schienenfahrzeugen, welche von den Vereinigten Staaten ursprünglich zur Unterstützung Russlands in dessen Kampf gegen die Mittelmächte an der europäischen Ostfront geliefert worden waren. Präsident Wilson betonte gleichermaßen das Bedürfnis, Russland bei der Aufrechterhaltung der Autonomie und der Selbstverteidigung zu unterstützen, sofern seitens der Russen die Bereitschaft vorliege, diese Hilfe in Anspruch zu nehmen. Zu diesem Zeitpunkt kontrollierten die bolschewistischen Streitkräfte erst kleinere Gebiete in Sibirien und Wilson wollte sicherstellen, dass weder plündernde Kosaken noch Japan die unstabile Lage entlang der strategisch wichtigen Eisenbahnlinie in den rohstoffreichen sibirischen Regionen ausnutzten.
Gleichzeitig und aus ähnlichen Gründen wurden 5000 amerikanische Soldaten als Teil der eigenständigen Polar Bear Expedition von Präsident Wilson nach Archangelsk entsendet.

## American Expeditionary Force Siberia

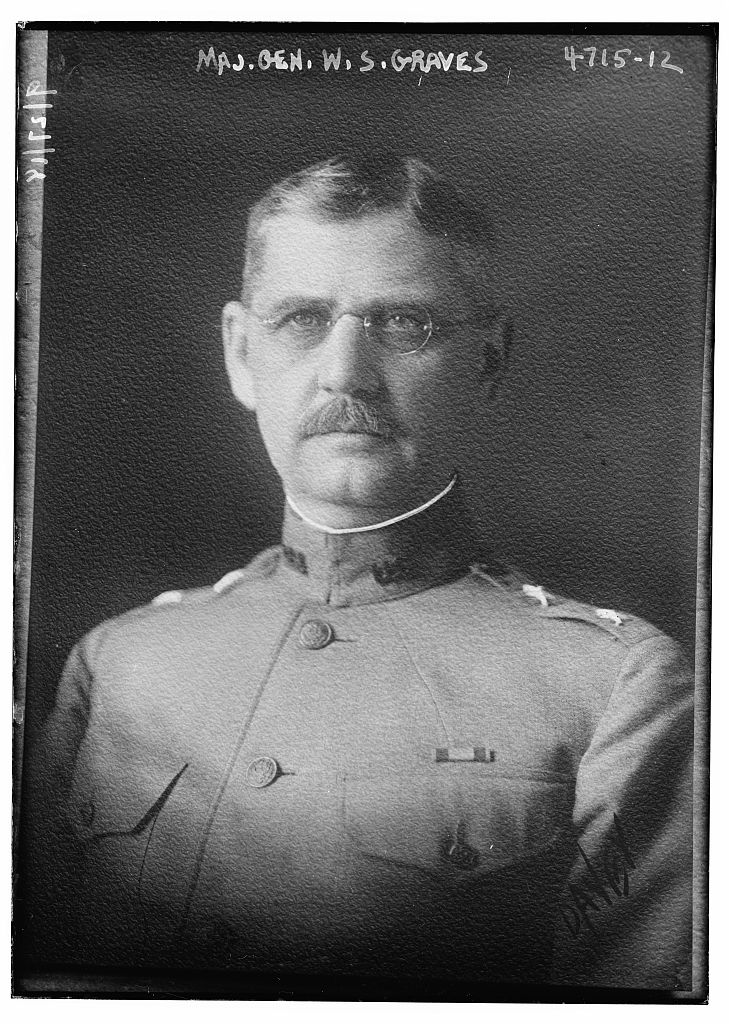
General William Sidney Graves

William S. Graves mit seinem Stab in Wladiwostok, November 1918

Die schließlich aus 7.950 Soldaten bestehende American Expeditionary Force Siberia wurde von Generalmajor William S. Graves kommandiert. Sie bestand aus dem 27th Infantry Regiment und 31st Infantry Regiment sowie einer großen Anzahl Freiwilliger vom 13th Infantry Regiment und 62nd Infantry Regiment, außerdem aus einer kleinen Zahl von Männern des 12th Infantry Regiment.
Sie waren, je nach Einsatz, mit dem M1903-Springfield-Gewehr, M1918-Browning-Automatikgewehren und M1911-Pistolen bewaffnet.
Obwohl General Graves nicht vor dem 4. September 1918 in Sibirien ankam, landeten die ersten 3.000 Soldaten bereits am 15. und am 21. August 1918 in Wladiwostok. Sie wurden schon bald angewiesen, den Eisenbahnabschnitt zwischen Wladiwostok und Nikolsk-Ussurijski im Norden zu bewachen.
Im Gegensatz zu den anderen alliierten Kommandeuren in Russland glaubte General Graves, dass die Mission in Sibirien nur den Zweck hatte, geliefertes US-amerikanisches Eigentum zu sichern und die Tschechoslowakischen Legionen aus Russland zu evakuieren – nicht aber, gegen die Bolschewiki zu kämpfen. Durch seine stetigen Aufrufe zur Zurückhaltung kollidierte er häufig mit den Kommandeuren der britischen, französischen und japanischen Streitkräfte, die ebenfalls Truppen in dieser Region hatten und von ihm eine aktivere Beteiligung bei der militärischen Intervention in Sibirien verlangten.

## Logistische Probleme und Opfer
Die US-Soldaten machten in Sibirien sehr schlechte Erfahrungen. Weit verbreitet waren Nachschubprobleme mit Treibstoff, Munition und Nahrung. Die an moderate Temperaturen gewöhnten Pferde konnten bei Temperaturen weit unter dem Gefrierpunkt nicht eingesetzt werden. Wassergekühlte Maschinengewehre froren ein und wurden nutzlos.
Die letzten US-Amerikaner verließen Sibirien am 1. April 1920. Während des 19-monatigen Einsatzes in Sibirien starben durch verschiedene Ursachen 189 Soldaten der American Expeditionary Force Siberia. Zum Vergleich: bei der kleineren Polar Bear Expedition kamen während der nur 9 Monate dauernden Gefechte bei Archangelsk insgesamt 235 Soldaten ums Leben.